# Kriminal-Magazin

Artikel des Kriminal-Magazins über Peter Kürten, Vorbild für Fritz Langs "M"

Das Kriminal-Magazin war eine deutsche Unterhaltungsschrift, die zwischen 1929 und 1931 jeden Monat Krimi-Geschichten herausgab. Das Magazin wurde vom Leipziger Wilhelm Goldmann Verlag vertrieben und verkaufte pro Ausgabe ungefähr 100.000 Exemplare. Herausgeber war der englische Schriftsteller Edgar Wallace, dessen Foto auf jedem Cover links unten zu sehen war. Das Magazin, das etwa 100 Seiten umfasste, war relativ billig, auch deswegen, weil es sich zum großen Teil über Werbung finanzierte.
Neben Geschichten von bekannten Schriftstellern der Weimarer Republik (wie Otto Eis, Alma Karlin oder Jo Hanns Rösler) veröffentlichte es auch Analysen und Reportagen ganz unterschiedlicher Autoren zum Thema Kriminalistik. Das Magazin war mit Schwarz-Weiß-Fotos, Zeichnungen und Karikaturen von namhaften Künstlern wie Elli Marcus, Hans Friedrich  und Karl Stratil versehen, wobei kunstvolle Einzelfotos auf stärkerem Karton gedruckt waren.
Obwohl die Reihe Ende 1931 eingestellt wurde, gab es eine Neuauflage in den Jahren 1935 und 1936, allerdings war das Heft viel einfacher aufgebaut, es bestand weitestgehend aus Kurz- und Fortsetzungsgeschichten.
Das Kriminal-Magazin ist heute unter anderem eine wichtige Quelle für die Biographien von Rechtsanwälten, die sich der Weimarer Demokratie verpflichtet fühlten und in der Zeitschrift porträtiert wurden, wie Max Alsberg, Johannes Werthauer oder Arthur Brandt.